# Mizo (språk)
Mizo (förr ofta Lushai, efter en mizospråkig folkgrupp) är ett språk i språkfamiljen kuki-chin-naga, som talas av folket mizo i delstaten Mizoram i Indien, där det är officiellt språk jämte engelska. Mizo talas även i viss mån i de intilliggande delstaterna Manipur och Tripura, samt i Chin i Myanmar och i Chittagong i Bangladesh.

## Skriftspråk
När de skotska kristna missionärerna James H. Lorrain och Frederick W. Savidge nådde Mizoram 1894 saknade mizofolket skriftspråk. Missionärerna utvecklade ett skriftspråk och översatte delar av Bibeln till språket. Alfabetet baserades på det latinska alfabetet och består av bokstäverna och digraferna: a, â, á, à, aw, b, ch, d, e, ê, é, è, f, g, ng, h, i, ì, í, k, l, m, n, o, p, r, s, t, u, û, v och z.